# Flora Stevenson

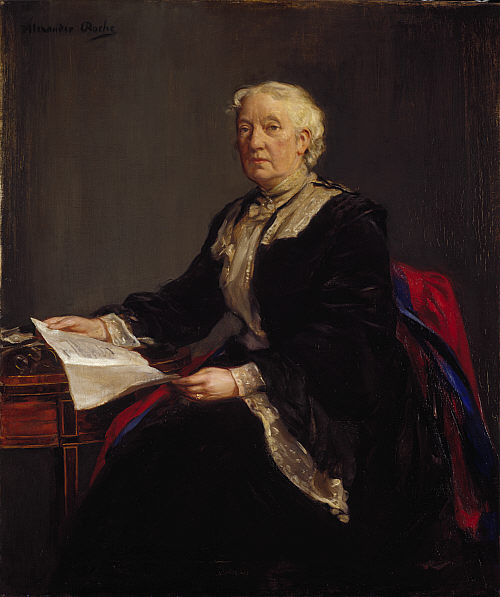
Flora Stevenson, Porträt von Alexander Roche, 1904

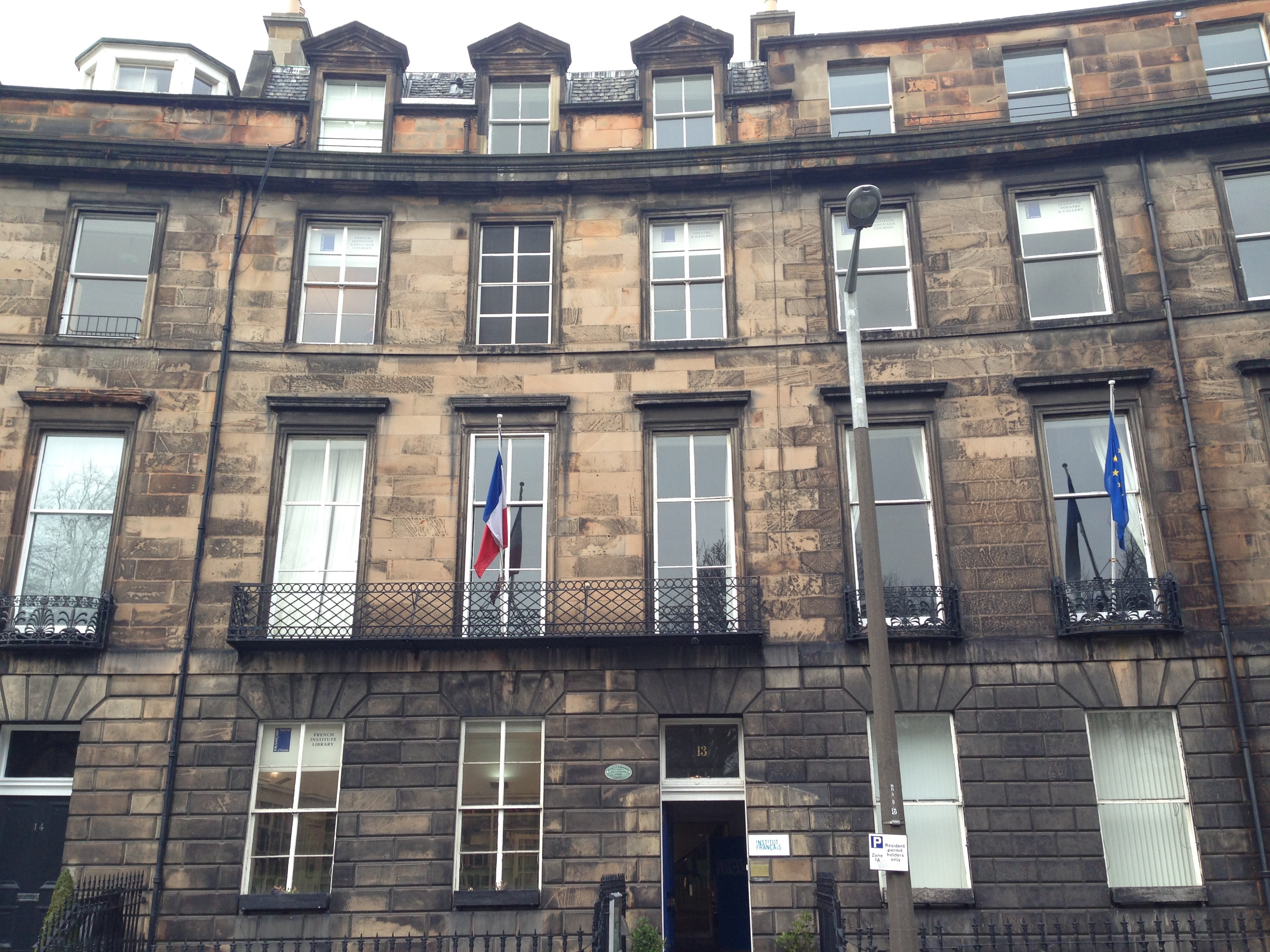
13 Randolph Crescent, Edinburgh

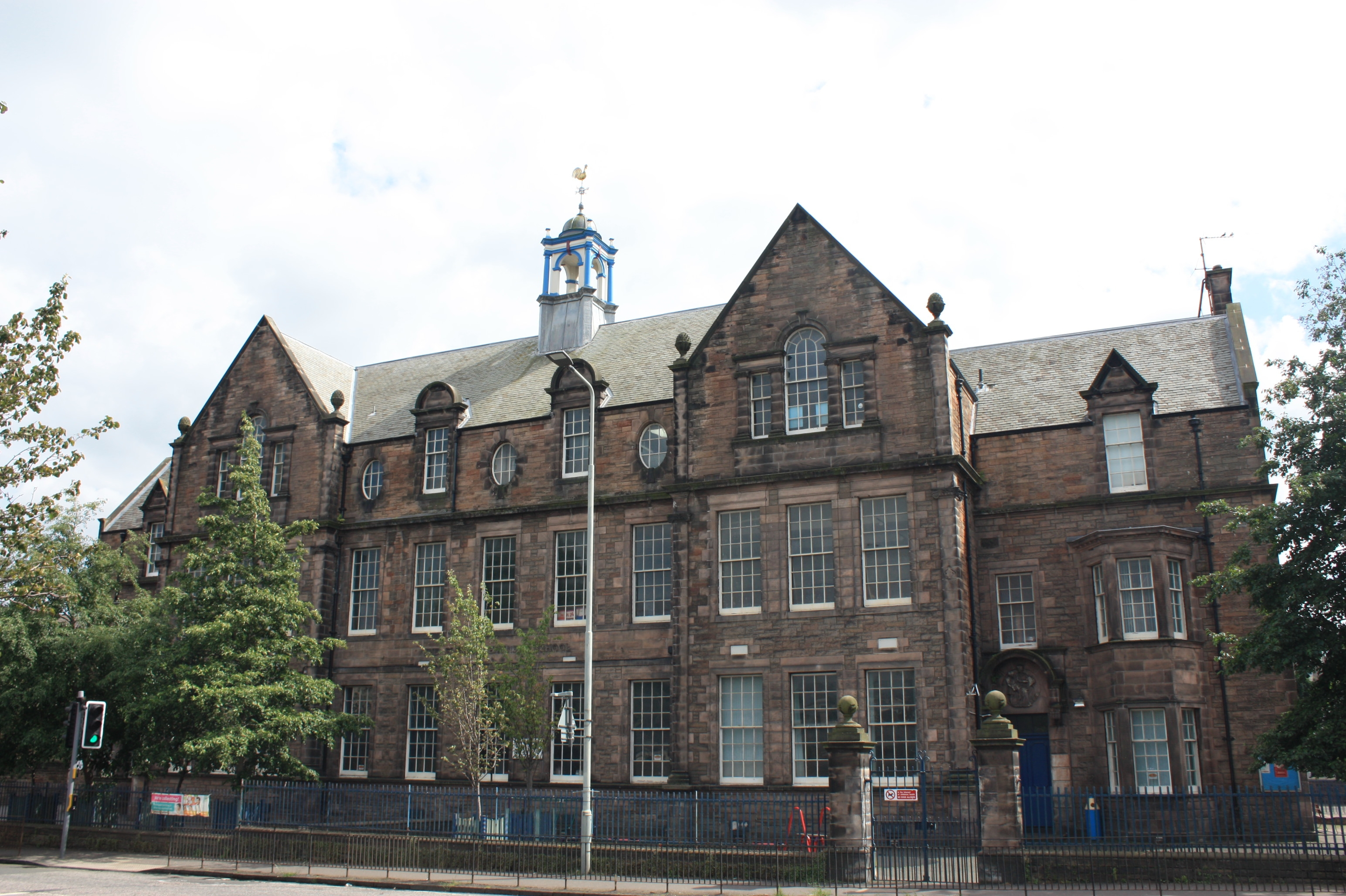
Flora Stevenson School, Comely Bank, Edinburgh, Gebäude von John Alexander Carfrae

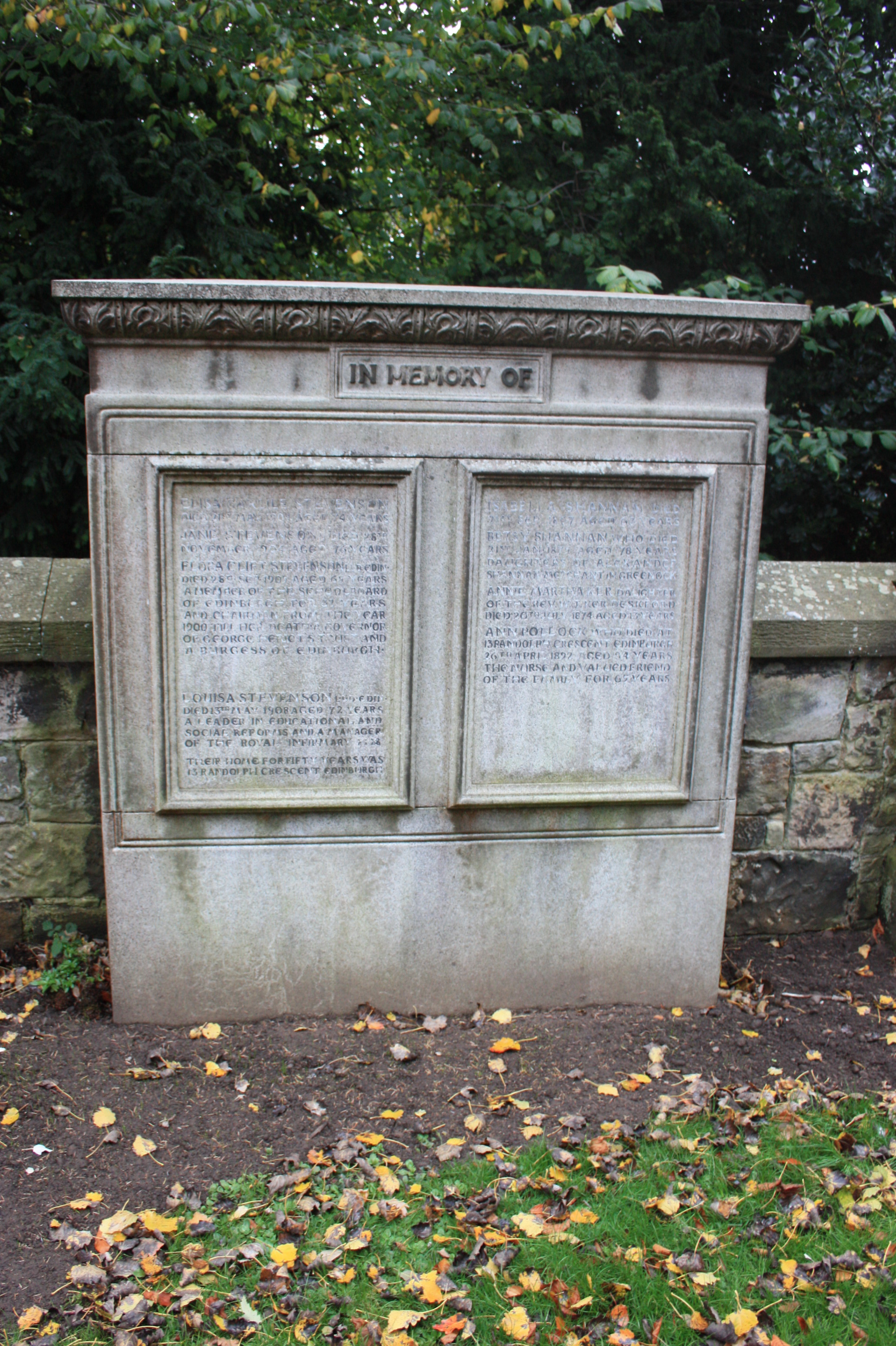
The grave of Flora Stevenson, Dean Cemetery, Edinburgh

Flora Clift Stevenson (* 30. Oktober 1839 in Glasgow; † 28. September 1905 in St Andrews) war eine schottisch-britische Sozialreformerin, die sich besonders für die Bildung armer oder vernachlässigter Kinder sowie für die Bildung von Mädchen und den gleichberechtigten Zugang von Frauen zur Universität einsetzte. Sie war eine der ersten Frauen im Vereinigten Königreich, die in ein School Board, ein für die Grundschulbildung zuständiges lokales Gremium, gewählt wurde.

## Leben
Stevenson wurde in Glasgow als jüngste Tochter von Jane Stewart Shannan (Tochter von Alexander Shannan, einem Kaufmann aus Greenock) und James Stevenson (1786–1866), einem Kaufmann, geboren. Stevenson war Teil einer großen Familie, zu der auch ihre Mitstreiterin und Schwester Louisa, der Architekt John James Stevenson und der Abgeordnete James Cochran Stevenson gehörten. Die Familie zog 1844 nach Jarrow, als James Stevenson Teilhaber einer Chemiefabrik wurde. Nachdem er sich 1854 zur Ruhe gesetzt hatte, zog die Familie kurz vor dem Tod der Mutter nach Edinburgh, wo sie sich 1859 in einem Haus in 13 Randolph Crescent niederließ. Dort verbrachten Flora und Louisa, sowie die beiden weiteren Schwestern Elisa (1829–1904), auch eine frühe Suffragette und Mitbegründerin der Edinburgh National Society for Women's Suffrage, und Jane (1828–1904), die sich nicht an diesen Aktivitäten beteiligte, den Rest ihres Lebens. Nach dem Tod ihres Vaters, der ihnen ein komfortables Einkommen hinterließ, konnten die Schwestern Stevenson beträchtliche finanzielle Mittel für verschiedene Zwecke aufbringen. Das Haus trägt heute eine Gedenktafel Women of Achievement für die Schwestern Stevenson.
Ihr erstes Bildungsprojekt war ein abendlicher Alphabetisierungskurs für „Botenmädchen“ in ihrem eigenen Haus. Sie war aktives Mitglied der Edinburgh Association for Improving the Condition of the Poor und Mitglied des Komitees der United Industrial Schools of Edinburgh, die den Unterricht in den sogenannten Ragged Schools für einige der am meisten vernachlässigten Kinder der Stadt organisierten.
Sie und ihre Schwester Louisa engagierten sich in der Bewegung für die Öffnung der Universitäten für Frauen und nahmen 1868 als Mitglieder der Edinburgh Ladies' Educational Association auch an der ersten von der Association nach dem Lehrplan der Universität und deren Standards organisierten Vorlesung zur Englischen Literatur teil, die von David Masson gehalten wurde.
Der schottische Education Act von 1872 ermöglichte es Frauen in Schottland, in den offiziellen Schulausschüssen (School Boards) mitzuarbeiten. Stevensons Freund Henry Kingsley sagte ihr gegenüber, dass sie „genau die Art von Person“ sei, die diese Möglichkeit bekommen sollte. Stevenson wurde so eine der ersten beiden Frauen, die gewählt wurden (die andere war Phoebe Blyth), und sie verblieb ihr ganzes Leben lang in dieser Rolle und wurde schließlich Vorsitzende des Ausschusses. Aufgrund ihrer Erfahrung in der Arbeit mit den ärmsten Kindern begann sie unmittelbar nach ihrer Wahl mit der Arbeit an einem Programm, das Lebensmittel und Kleidung im Austausch gegen die Verpflichtung zum Schulbesuch anbot. Sie war viele Jahre lang Vorsitzende eines „Schulbesuchsausschusses“ und sagte 1887 vor einem Sonderausschuss für das schottische Bildungswesen zu diesem Thema aus.
Sie glaubte fest an den Wert der sogenannten Industrial Schools auf Basis des in Schottland 1866 in Kraft gesetzten Industrial Schools Act, die sich um vernachlässigte Kinder kümmerten und in einem Beruf unterrichteten, wobei der Schwerpunkt auf der Verhinderung von Kriminalität lag. Ihre Bemühungen führten zu der innovativen Tagesschule (ohne Internat) in St John's Hill am Rande der Altstadt von Edinburgh. In den 1890er Jahren war sie an den Plänen für den Day Industrial Schools Act 1893, dem Abteilungsausschuss des Scottish Office für jugendliche Straftäter und einem von Arthur James Balfour, 1. Earl of Balfour, eingesetzten Ausschuss zur Beratung des Scottish Office zum Thema Besserungsanstalten für Alkoholiker beteiligt.
Stevenson war eine starke Befürworterin einer guten Ausbildung für Mädchen. Sie missbilligte, dass die Mädchen in den Schulen von Edinburgh jede Woche fünf Stunden mit Handarbeiten verbrachten, während die Jungen Unterricht hatten, auch wenn sie die Edinburgh School of Cookery and Domestic Economy förderte. Einer Zeitung sagte sie: „Lasst die Mädchen dieser Generation auf jeden Fall zu guten „Hausmüttern“ ausbilden, aber vergesst nicht, dass das Wohlergehen der Familie auch vom „Hausvater“ abhängt.“ Sie war auch Direktorin des Blindenasyls.
Zu Stevensons politischen Ansichten gehörte neben der Unterstützung des Frauenwahlrechts auch der Glaube an eine strenge Schulpflicht, die ihrer Meinung nach der Schlüssel zur Verbesserung der Lebensumstände benachteiligter Kinder war, und die Ablehnung kostenloser Schulspeisungen, die ihrer Meinung nach in der Verantwortung der Eltern liegen sollten, die bei Bedarf von Wohlfahrtsverbänden unterstützt werden sollten. Diese Themen griff sie auch in ihren Vorträgen zu Bildungsthemen auf. Sie war Vizepräsidentin der Women's Free Trade Union und Mitglied der Women's Liberal Unionist Association, als Anfang des Jahrhunderts protektionistische Maßnahmen zur Einschränkung des Freihandels diskutiert wurden.
Stevenson engagierte sich für viele andere soziale Projekte und Wohltätigkeitsorganisationen. Sie und Louisa finanzierten ihrer Nichte, Alice Stewart Ker, ein einjähriges Medizinstudium in Bern. Ker wurde die 13. britische Ärztin.
Im Jahr 1899 wurde eine neue Schule im Stadtteil Comely Bank in Edinburgh nach ihr benannt, die Flora Stevenson Primary School umfasste in den ersten Jahre auch die City of Edinburgh Music School. In den letzten Jahren ihres Lebens wurden ihr weitere Ehrungen zuteil: 1903 erhielt sie die Ehrendoktorwürde der Universität Edinburgh, 1904 wurde ein Porträt bei Alexander Roche in Auftrag gegeben und gemalt, und 1905 wurde in die Freedom of the City of Edinburgh aufgenommen.
Stevenson erkrankte und eine Operation in St Andrews konnte nicht mehr helfen. Sie starb dort in ihrem Hotel und wurde am 30. September 1905, zwei Tage nach ihrem Tod, zur Trauerfeier und Beisetzung auf dem Dean Cemetery nach Edinburgh zurückgebracht. Die Straßen auf dem Weg zum Friedhof waren mit vielen Trauernden gefüllt, darunter zwei- oder dreitausend Schulkinder. Ihr Grab befindet sich an der südlichen Begrenzungsmauer oberhalb der Südterrasse. Ihre Schwestern und ihre Mutter liegen neben ihr. Ihr Vater liegt an ihrer linken Seite.
Im Jahr 2021 gab die Royal Bank of Scotland eine 50-Pfund-Note mit Stevensons Porträt heraus.